# Hạ Cơ (Tần Hiếu Văn vương)
Hạ Cơ (chữ Hán: 夏姬; khoảng 300 TCN - 240 TCN) là một phi tần của Tần Hiếu Văn vương Doanh Trụ, mẹ đẻ của Tần Trang Tương vương Doanh Dị Nhân và bà nội ruột của Tần vương Chính, tức Tần Thủy Hoàng sau này.

## Cuộc đời
Sử sách không ghi tên, chỉ biết bà là người Hạ nên gọi [Hạ Cơ; 夏姬]. Bà gả cho Tần Hiếu Văn vương khi ông chưa phải Thái tử mà còn giữ tước An Quốc quân.
Năm 281 TCN, bà sinh Doanh Dị Nhân (sau là Tần Trang Tương vương). An Quốc quân nhiều con, lại sủng ái chính thất Hoa Dương phu nhân nên mẹ con bà bị ghẻ lạnh.
Năm 265 TCN, Chiêu Tương vương lập An Quốc quân làm Thái tử. Dị Nhân bị gửi sang Tần làm con tin, sau được Lã Bất Vi nói tốt trước Hoa Dương, khuyên nhận làm con thừa tự. Hoa Dương không con, lập tức xin Thái tử ân chuẩn. Từ đó Dị Nhân trở thành thích tự của Hoa Dương, đổi tên [Tử Sở; 子楚].
Năm 251 TCN, Chiêu Tương vương băng. Doanh Trụ lên ngôi, tức Tần Hiếu Văn vương, lập Hoa Dương làm Vương hậu, Tử Sở làm Thái tử. 3 ngày sau Hiếu Văn Vương băng. Tử Sở kế vị, tức Tần Trang Tương vương, tôn Hoa Dương làm Vương thái hậu, đồng thời mẹ đẻ Hạ Cơ làm Hạ Thái hậu. Ở nước Tần, đây là trường hợp duy nhất có hai Vương thái hậu đồng tại vị.
Năm 247 TCN, Trang Tương vương băng. Cháu nội Hạ Thái hậu là Doanh Chính nối ngôi. Khi này chưa có danh xưng cụ thể cho Tổ mẫu của vua, nên bà và Hoa Dương vẫn gọi là Thái hậu. Năm 240 TCN, Hạ Thái hậu mất. Bà được chôn ở Đỗ Nguyên Đông (杜原东), vì khi này Hiếu Văn vương chôn ở Thọ Lăng (Hạ Thái hậu không phải chính thất nên không được hợp táng), Trang Tương vương ở Chỉ Dương, bà di nguyện "nhìn hướng Đông có thể thấy được nhi tử, nhìn hướng Tây có thể thấy được trượng phu của ta".